# Ленгнік Фрідріх Вільгельмович
Фрідріх Вільгельмович Ленгнік (партійні псевдоніми — Зарін, Курц, Васильєв, «Кол»; 12 (24) січня 1872, Гробіня — 29 листопада 1936, Москва) — радянський партійний і державний діяч. Член ЦК РСДРП з серпня 1903 по липень 1904 року. Член Центральної контрольної комісії ВКП(б) у 1923—1930 роках, член Президії ЦКК ВКП(б) з 1 січня 1926 по 26 червня 1930 року, член Партійної колегії ЦКК ВКП(б) з грудня 1927 по 26 червня 1930 року.

## Біографія
Народився 12 (24 січня) 1873 року в місті Гробіні (тепер Гробіньський край Латвії) в родині вчителя. 
У соціал-демократичному русі з 1893 року. У 1896 році закінчив Петербурзький технологічний інститут. Того самого року вступив до петербурзького «Союзу боротьби за визволення робітничого класу». В жовтні 1896 заарештований по справі «Союзу боротьби», 1898 року засланий на три роки до Східного Сибіру в Єнісейську губернію (село Казачинське, село Тесинське Мінусинського повіту, станція Іланська Сибірської залізниці). У 1899 році в числі 17 засланих соціал-демократів підписав «Протест російських соціал-демократів» проти «економістів», складений В. І. Леніним.
У 1901 році, після повернення з заслання був агентом «Искры» в Катеринославі, Самарі, Києві. У 1902 році обраний до оргкомітету по скликанню II з'їзду РСДРП. На II з'їзді в 1903 році заочно обраний членом ЦК, членом Ради партії від ЦК РСДРП.  З 1903 по 1904 рік перебував у Женеві (Швейцарія), був закордонним представником ЦК РСДРП і членом Ради партії від ЦК. Весною 1904 року переїхав до Москви, член «Північного бюро» ЦК РСДРП у Москві. Влітку 1904 року заарештований, рік перебував у в'язниці. Весною 1905 року звільнений, виїхав закордон і довгий час лікувався від туберкульозу легень в місті Давосі (Швейцарія). У 1907 році повернувся до Російської імперії.
У 1907—1917 роках вів партійну роботу в Ревелі, Катеринославі, Олександрівську, Новочеркаську (з 1908 по 1913 рік був приват-доцентом Донського політехнічного інституту, викладав геометрію і технічне креслення), Москві, Петрограді. Учасник Жовтневого перевороту 1917 року в Петрограді.
Був членом колегії Народного комісаріату просвіти РРФСР, членом колегії ВРНГ, членом колегії Народного комісаріату зовнішньої торгівлі РРФСР. З 1923 року — член колегії Народного комісаріату робітничо-селянської інспекції СРСР, начальник Центральної інспекції транспорту і зв'язку. У 1928—1929 роках керував Комітетом по стандартизації при Раді праці і оборони СРСР. Делегат 13—17-го з'їздів партії; на 12—15-му з'їздах обирався членом ЦК ВКП(б). З 1932 року — заступник голови Всесоюзного товариства старих більшовиків.
З 1934 року — викладач Новочеркаського індустріального інституту імені Серго Орджонікідзе. До 21 грудня 1934 року також працював у дирекції Музею революції СРСР
Автор спогадів про Леніна. Опублікував ряд науково-технічних статей з питань стандартизації та винахідництва.
Помер 29 листопада 1936 року після важкої хвороби в Москві. Похований на Новодівичому цвинтарі Москви.

## Пам'ять
- На головному корпусі ПРДТУ (НПІ) є меморіальна дошка з барельєфним портретом. Напис:

«В Новочеркасском политехническом институте с 1908 по 1913 г. работал выдающийся революционер-большевик Фридрих Вильгельмович Ленгник. 1873—1936».

- На кафедрі інженерної та комп'ютерної графіки ПРДТУ (НПІ) є меморіальна дошка. Напис:

«Кафедра начертательной геометрии и графики им. Ф. В. Ленгника. Ф. В. Ленгник — соратник В. И. Ленина, преподавал в институте начертательную геометрию и техническое черчение с 1908 по 1913 г.».

- На будинку в Новочеркаську по вул. Ленгніка, 23 є меморіальна дошка. Напис:

меморіальна дошка в Києві

«Дом, где с 1908 по 1913 г. жил видный деятель большевистской партии Ф. В. Ленгник, проводивший революционную работу на Дону по заданию В. И. Ленина»..

- К Києві на корпусі № 1 Київського політехгічного інституту за адресою Берестейський проспект, 37 в 1975 році встановлена меморіальна дошка з написом:

«В этом здании в 1902 г. На кафедре гидравлики политехнического института работал видный деятель большевистской партии агент ленинской «Искры» Фридрих Вильгельмович Ленгник 1873—1936».

 Архітектор В. Л. Лоботинський.